# Christine Sandtorv
Christine Sandtorv (Laksevåg, 30 aprile 1976) è una cantante norvegese.

## Biografia
Christine Sandtorv ha ottenuto il suo primo ingresso nella VG-lista col secondo album in studio Stjerneteller - Godnattsanger (2009), classificatosi 38º. Stjerneteller - Gullamanter, uscito tre anni dopo, ha ricevuto lo Spellemannprisen al disco per bambini. Lo stesso riconoscimento è stato vinto dagli LP Stjerneteller - Dinomaur (2014) e Stjerneteller - Automagisk (2021).

## Discografia

### Da solista

#### Album in studio
- 2006 – First Last Dance
- 2009 – Stjerneteller - Godnattsanger
- 2012 – Stjerneteller - Gullamanter
- 2014 – Stjerneteller - Dinomaur
- 2016 – Stjerneteller - Klokvarm
- 2017 – I mellom skyer
- 2020 – Hei menneske
- 2021 – Stjerneteller - Automagisk
- 2022 – Lyden av et år

#### EP
- 2017 – Stjerneteller - Stjerneskudd

#### Singoli
- 2011 – Borte vekk
- 2016 – Pappa danser disko
- 2020 – Lysere tider
- 2020 – Virvelvind
- 2020 – Pelle propell
- 2020 – Snøsprø
- 2022 – Mars (Bedreviteren)
- 2022 – Lyden av et år
- 2022 – April (Ord)
- 2022 – August
- 2022 – Oktober
- 2022 – Desember

### Ephemera

#### Album in studio
- 1996 – Glue
- 2000 – Sun
- 2001 – Balloons and Champagne
- 2003 – Air
- 2004 – Monolove
- 2020 – Seasons

#### Raccolte
- 2004 – Score